# Historial de la Serie A de Ecuador
El siguiente es el historial de la Serie A ecuatoriana de fútbol. Entre 1957 y 2004, y en 2005 se disputó un único campeonato oficial por año, y desde 2006 se disputan un torneo por temporada. En la primera tabla se reseñan los campeones, subcampeones y goleadores de cada campeonato. En la segunda se muestran los equipos que han ascendido y descendido de la Serie A al final de cada temporada.

## Cuadro de honor
| Campeonato Ecuatoriano de Fútbol Serie A | Campeonato Ecuatoriano de Fútbol Serie A | Campeonato Ecuatoriano de Fútbol Serie A | Campeonato Ecuatoriano de Fútbol Serie A | Campeonato Ecuatoriano de Fútbol Serie A | Campeonato Ecuatoriano de Fútbol Serie A                 |
| Temporada                                | Campeón                                  | Subcampeón                               | Tercero                                  | Cuarto                                   | Notas                                                    |
| ---------------------------------------- | ---------------------------------------- | ---------------------------------------- | ---------------------------------------- | ---------------------------------------- | -------------------------------------------------------- |
| 1957 Detalle                             | Emelec (1)                               | Barcelona (1)                            | Deportivo Quito (1)                      | Aucas (1)                                |                                                          |
| 1958 Detalle                             | No se disputó el Campeonato Ecuatoriano  | No se disputó el Campeonato Ecuatoriano  | No se disputó el Campeonato Ecuatoriano  | No se disputó el Campeonato Ecuatoriano  |                                                          |
| 1959 Detalle                             | No se disputó el Campeonato Ecuatoriano  | No se disputó el Campeonato Ecuatoriano  | No se disputó el Campeonato Ecuatoriano  | No se disputó el Campeonato Ecuatoriano  |                                                          |
| 1960 Detalle                             | Barcelona (1)                            | Emelec (1)                               | Patria (1)                               | Deportivo Quito (1)                      |                                                          |
| 1961 Detalle                             | Emelec (2)                               | Patria (1)                               | Everest (1)                              | Liga de Quito (1)                        |                                                          |
| 1962 Detalle                             | Everest (1)                              | Barcelona (2)                            | Emelec (1)                               | 9 de Octubre (1)                         |                                                          |
| 1963 Detalle                             | Barcelona (2)                            | Emelec (2)                               | Deportivo Quito (2)                      | Politécnico (1)                          |                                                          |
| 1964 Detalle                             | Deportivo Quito (1)                      | El Nacional (1)                          | Liga de Quito (1)                        | América de Manta (1)                     |                                                          |
| 1965 Detalle                             | Emelec (3)                               | 9 de Octubre (1)                         | Barcelona (1)                            | Patria (1)                               |                                                          |
| 1966 Detalle                             | Barcelona (3)                            | Emelec (3)                               | Politécnico (1)                          | Liga de Quito (2)                        |                                                          |
| 1967 Detalle                             | El Nacional (1)                          | Emelec (4)                               | Barcelona (2)                            | América de Quito (1)                     |                                                          |
| 1968 Detalle                             | Deportivo Quito (2)                      | Barcelona (3)                            | Emelec (2)                               | Liga de Quito (3)                        |                                                          |
| 1969 Detalle                             | Liga de Quito (1)                        | América de Quito (1)                     | Aucas (1)                                | Barcelona (1)                            |                                                          |
| 1970 Detalle                             | Barcelona (4)                            | Emelec (5)                               | América de Quito (1)                     | Liga de Quito (4)                        |                                                          |
| 1971 Detalle                             | Barcelona (5)                            | América de Quito (2)                     | Emelec (3)                               | El Nacional (1)                          | Primer equipo en revalidar título.                       |
| 1972 Detalle                             | Emelec (4)                               | El Nacional (2)                          | Barcelona (3)                            | América de Quito (2)                     |                                                          |
| 1973 Detalle                             | El Nacional (2)                          | Universidad Católica (1)                 | Barcelona (4)                            | Deportivo Quito (2)                      |                                                          |
| 1974 Detalle                             | Liga de Quito (2)                        | El Nacional (3)                          | Deportivo Cuenca (1)                     | Barcelona (2)                            |                                                          |
| 1975 Detalle                             | Liga de Quito (3)                        | Deportivo Cuenca (1)                     | Aucas (2)                                | Barcelona (3)                            |                                                          |
| 1976 Detalle                             | El Nacional (3)                          | Deportivo Cuenca (2)                     | Emelec (4)                               | Liga de Quito (5)                        |                                                          |
| 1977 Detalle                             | El Nacional (4)                          | Liga de Quito (1)                        | Universidad Católica (1)                 | Barcelona (4)                            |                                                          |
| 1978 Detalle                             | El Nacional (5)                          | Técnico Universitario (1)                | Emelec (5)                               | Barcelona (5)                            | Récord de campeonatos consecutivos.                      |
| 1979 Detalle                             | Emelec (5)                               | Universidad Católica (2)                 | Manta Sport (1)                          | Técnico Universitario (1)                |                                                          |
| 1980 Detalle                             | Barcelona (6)                            | Técnico Universitario (2)                | Universidad Católica (2)                 | América de Quito (4)                     |                                                          |
| 1981 Detalle                             | Barcelona (7)                            | Liga de Quito (2)                        | El Nacional (1)                          | Universidad Católica (1)                 |                                                          |
| 1982 Detalle                             | El Nacional (6)                          | Barcelona (4)                            | Liga de Portoviejo (1)                   | 9 de Octubre (2)                         |                                                          |
| 1983 Detalle                             | El Nacional (7)                          | 9 de Octubre (2)                         | Barcelona (5)                            | Liga de Portoviejo (1)                   |                                                          |
| 1984 Detalle                             | El Nacional (8)                          | 9 de Octubre (3)                         | Liga de Quito (2)                        | Universidad Católica (2)                 | Récord de campeonatos consecutivos igualados.            |
| 1985 Detalle                             | Barcelona (8)                            | Deportivo Quito (1)                      | Filanbanco (1)                           | Esmeraldas Petrolero (1)                 |                                                          |
| 1986 Detalle                             | El Nacional (9)                          | Barcelona (5)                            | Técnico Universitario (1)                | Deportivo Cuenca (1)                     |                                                          |
| 1987 Detalle                             | Barcelona (9)                            | Filanbanco (1)                           | Audaz Octubrino (1)                      | Deportivo Quito (3)                      |                                                          |
| 1988 Detalle                             | Emelec (6)                               | Deportivo Quito (2)                      | Liga de Quito (3)                        | Barcelona (6)                            |                                                          |
| 1989 Detalle                             | Barcelona (10)                           | Emelec (6)                               | Deportivo Quito (3)                      | El Nacional (2)                          |                                                          |
| 1990 Detalle                             | Liga de Quito (4)                        | Barcelona (6)                            | Emelec (6)                               | El Nacional (3)                          |                                                          |
| 1991 Detalle                             | Barcelona (11)                           | Valdez (1)                               | El Nacional (2)                          | Deportivo Quito (4)                      |                                                          |
| 1992 Detalle                             | El Nacional (10)                         | Barcelona (7)                            | Emelec (7)                               | Green Cross (1)                          |                                                          |
| 1993 Detalle                             | Emelec (7)                               | Barcelona (8)                            | El Nacional (3)                          | Green Cross (2)                          |                                                          |
| 1994 Detalle                             | Emelec (8)                               | El Nacional (4)                          | Barcelona (6)                            | Deportivo Quito (5)                      |                                                          |
| 1995 Detalle                             | Barcelona (12)                           | Espoli (1)                               | El Nacional (4)                          | Emelec (1)                               |                                                          |
| 1996 Detalle                             | El Nacional (11)                         | Emelec (7)                               | Barcelona (7)                            | Deportivo Quito (6)                      |                                                          |
| 1997 Detalle                             | Barcelona (13)                           | Deportivo Quito (3)                      | Emelec (8)                               | Liga de Quito (6)                        |                                                          |
| 1998 Detalle                             | Liga de Quito (5)                        | Emelec (8)                               | Aucas (3)                                | Barcelona (7)                            |                                                          |
| 1999 Detalle                             | Liga de Quito (6)                        | El Nacional (5)                          | Emelec (9)                               | Deportivo Quito (7)                      |                                                          |
| 2000 Detalle                             | Olmedo (1)                               | El Nacional (6)                          | Emelec (10)                              | Aucas (2)                                |                                                          |
| 2001 Detalle                             | Emelec (9)                               | El Nacional (7)                          | Olmedo (1)                               | Barcelona (8)                            |                                                          |
| 2002 Detalle                             | Emelec (10)                              | Barcelona (9)                            | El Nacional (5)                          | Liga de Quito (7)                        |                                                          |
| 2003 Detalle                             | Liga de Quito (7)                        | Barcelona (10)                           | El Nacional (6)                          | Emelec (2)                               |                                                          |
| 2004 Detalle                             | Deportivo Cuenca (1)                     | Olmedo (1)                               | Liga de Quito (3)                        | El Nacional (4)                          |                                                          |
| 2005-A Detalle                           | Liga de Quito (8)                        | Barcelona (11)                           | El Nacional (7)                          | Deportivo Cuenca (2)                     |                                                          |
| 2005-C Detalle                           | El Nacional (12)                         | Deportivo Cuenca (3)                     | Liga de Quito (5)                        | Aucas (3)                                |                                                          |
| 2006 Detalle                             | El Nacional (13)                         | Emelec (9)                               | Liga de Quito (5)                        | Olmedo (1)                               |                                                          |
| 2007 Detalle                             | Liga de Quito (9)                        | Deportivo Cuenca (4)                     | Olmedo (2)                               | Deportivo Azogues (1)                    |                                                          |
| 2008 Detalle                             | Deportivo Quito (3)                      | Liga de Quito (3)                        | Deportivo Cuenca (2)                     | El Nacional (5)                          |                                                          |
| 2009 Detalle                             | Deportivo Quito (4)                      | Deportivo Cuenca (5)                     | Emelec (11)                              | Liga de Quito (8)                        |                                                          |
| 2010 Detalle                             | Liga de Quito (10)                       | Emelec (10)                              | Deportivo Quito (4)                      | Barcelona (9)                            |                                                          |
| 2011 Detalle                             | Deportivo Quito (5)                      | Emelec (11)                              | El Nacional (8)                          | Liga de Quito (9)                        |                                                          |
| 2012 Detalle                             | Barcelona (14)                           | Emelec (12)                              | Liga de Quito (6)                        | Liga de Loja (1)                         |                                                          |
| 2013 Detalle                             | Emelec (11)                              | Independiente del Valle (1)              | Deportivo Quito (5)                      | Universidad Católica (3)                 |                                                          |
| 2014 Detalle                             | Emelec (12)                              | Barcelona (12)                           | Independiente del Valle (1)              | Liga de Quito (10)                       |                                                          |
| 2015 Detalle                             | Emelec (13)                              | Liga de Quito (4)                        | Independiente del Valle (2)              | Universidad Católica (4)                 | Récord de campeonatos consecutivos igualado.             |
| 2016 Detalle                             | Barcelona (15)                           | Emelec (13)                              | El Nacional (9)                          | Independiente del Valle (1)              |                                                          |
| 2017 Detalle                             | Emelec (14)                              | Delfín (1)                               | Independiente del Valle (3)              | Macará (1)                               | Único equipo en ganar al menos un título en cada década. |
| 2018 Detalle                             | Liga de Quito (11)                       | Emelec (14)                              | Barcelona (8)                            | Delfín (1)                               |                                                          |
| 2019 Detalle                             | Delfín (1)                               | Liga de Quito (5)                        | Macará (1)                               | Barcelona (10)                           |                                                          |
| 2020 Detalle                             | Barcelona (16)                           | Liga de Quito (6)                        | Independiente del Valle (4)              | Universidad Católica (5)                 |                                                          |
| 2021 Detalle                             | Independiente del Valle (1)              | Emelec (15)                              | Universidad Católica (3)                 | Barcelona (11)                           |                                                          |
| 2022 Detalle                             | Aucas (1)                                | Barcelona (13)                           | Universidad Católica (4)                 | Independiente del Valle (2)              |                                                          |
| 2023 Detalle                             | Liga de Quito (12)                       | Independiente del Valle (2)              | Barcelona (9)                            | El Nacional (6)                          |                                                          |
| 2024 Detalle                             | Liga de Quito (13)                       | Independiente del Valle (3)              | Barcelona (10)                           | Universidad Católica (6)                 |                                                          |
| 2025 Detalle                             | Por definir                              | Por definir                              | Por definir                              | Por definir                              |                                                          |

## Goleadores por temporada
| Temporada | Jugador                                        | Equipo                                    | Goles |
| --------- | ---------------------------------------------- | ----------------------------------------- | ----- |
| 1957      | Simón Cañarte                                  | Barcelona                                 | 4     |
| 1960      | Enrique Cantos                                 | Barcelona                                 | 8     |
| 1961      | Galo Pinto                                     | Everest                                   | 12    |
| 1962      | Íris Lopes                                     | Barcelona                                 | 9     |
| 1963      | Carlos Alberto Raffo Édison Paucar             | Emelec Politécnico                        | 5     |
| 1964      | Jorge Valencia                                 | América de Manta                          | 8     |
| 1965      | Helio Cruz                                     | Barcelona                                 | 8     |
| 1966      | Coutinho                                       | Liga de Quito                             | 13    |
| 1967      | Tom Rodríguez                                  | El Nacional                               | 16    |
| 1968      | Víctor Manuel Battaini                         | Deportivo Quito                           | 19    |
| 1969      | Francisco Bertocchi                            | Liga de Quito                             | 26    |
| 1970      | Rómulo Dudar Mina                              | Macará                                    | 19    |
| 1971      | Alfonso Obregón Allende                        | Liga de Portoviejo                        | 18    |
| 1972      | Nelsinho                                       | Barcelona                                 | 15    |
| 1973      | Ángel Marín                                    | América de Quito                          | 18    |
| 1974      | Ángel Liciardi                                 | Deportivo Cuenca                          | 19    |
| 1975      | Ángel Liciardi                                 | Deportivo Cuenca                          | 36    |
| 1976      | Ángel Liciardi                                 | Deportivo Cuenca                          | 35    |
| 1977      | Fabian Paz y Miño                              | El Nacional                               | 27    |
| 1978      | Juan José Pérez                                | Liga de Portoviejo                        | 24    |
| 1979      | Carlos Horacio Miori                           | Emelec                                    | 26    |
| 1980      | Miguel Ángel Gutiérrez                         | América de Quito                          | 26    |
| 1981      | Paulo César                                    | Liga de Quito                             | 25    |
| 1982      | José Villafuerte                               | El Nacional                               | 25    |
| 1983      | Paulo César                                    | Barcelona                                 | 28    |
| 1984      | Sergio Saucedo                                 | Deportivo Quito                           | 25    |
| 1985      | Juan Carlos de Lima Alexander da Silva         | Universidad Católica Esmeraldas Petrolero | 24    |
| 1986      | Juan Carlos de Lima                            | Deportivo Quito                           | 23    |
| 1987      | Ermen Benítez Hamilton Cuvi Waldemar Victorino | El Nacional Filanbanco Liga de Portoviejo | 23    |
| 1988      | Janio Pinto                                    | Liga de Quito                             | 19    |
| 1989      | Ermen Benítez                                  | El Nacional                               | 23    |
| 1990      | Ermen Benítez                                  | El Nacional                               | 28    |
| 1991      | Pedro Varela                                   | Delfín                                    | 24    |
| 1992      | Carlos Muñoz Martínez                          | Barcelona                                 | 19    |
| 1993      | Diego Herrera                                  | Liga de Quito                             | 18    |
| 1994      | Manuel Uquillas                                | Espoli                                    | 25    |
| 1995      | Manuel Uquillas                                | Barcelona                                 | 24    |
| 1996      | Ariel Graziani                                 | Emelec                                    | 29    |
| 1997      | Ariel Graziani                                 | Emelec                                    | 24    |
| 1998      | Iván Kaviedes                                  | Emelec                                    | 43    |
| 1999      | Cristian Botero                                | Macará                                    | 25    |
| 2000      | Alejandro Kenig                                | Emelec                                    | 25    |
| 2001      | Carlos Alberto Juárez                          | Emelec                                    | 17    |
| 2002      | Cristian Carnero                               | Deportivo Quito                           | 26    |
| 2003      | Ariel Graziani                                 | Barcelona                                 | 23    |
| 2004      | Ebelio Ordóñez                                 | El Nacional                               | 28    |
| 2005-A    | Wilson Segura                                  | Liga de Loja                              | 21    |
| 2005-C    | Omar Guerra                                    | Aucas                                     | 17    |
| 2006      | Luis Miguel Escalada                           | Emelec                                    | 29    |
| 2007      | Juan Carlos Ferreyra                           | Deportivo Cuenca                          | 17    |
| 2008      | Pablo Palacios                                 | Barcelona                                 | 20    |
| 2009      | Claudio Bieler                                 | Liga de Quito                             | 22    |
| 2010      | Jaime Ayoví                                    | Emelec                                    | 23    |
| 2011      | Narciso Mina                                   | Independiente del Valle                   | 28    |
| 2012      | Narciso Mina                                   | Barcelona                                 | 30    |
| 2013      | Federico Nieto                                 | Deportivo Quito                           | 29    |
| 2014      | Armando Wila                                   | Universidad Católica                      | 20    |
| 2015      | Miler Bolaños                                  | Emelec                                    | 25    |
| 2016      | Maxi Barreiro                                  | Delfín                                    | 26    |
| 2017      | Hernán Barcos                                  | Liga de Quito                             | 21    |
| 2018      | Jhon Cifuente                                  | Universidad Católica                      | 37    |
| 2019      | Luis Amarilla                                  | Universidad Católica                      | 19    |
| 2020      | Cristian Martínez                              | Liga de Quito                             | 24    |
| 2021      | Jonatan Bauman                                 | Independiente del Valle                   | 26    |
| 2022      | Francisco Fydriszewski                         | Aucas                                     | 26    |
| 2023      | Miguel Parrales                                | Guayaquil City                            | 16    |
| 2024      | Álex Arce                                      | Liga de Quito                             | 28    |

## Directores Técnicos campeones
| Temporada | Director Técnico      | Equipo                  |
| --------- | --------------------- | ----------------------- |
| 1957      | Eduardo Spandre       | Emelec                  |
| 1960      | Julio Kellman         | Barcelona               |
| 1961      | Mariano Larraz        | Emelec                  |
| 1962      | Mariano Larraz        | Everest                 |
| 1963      | Francisco de Souza    | Barcelona               |
| 1964      | Efraín Ruales         | Deportivo Quito         |
| 1965      | Fernando Paternoster  | Emelec                  |
| 1966      | Pablo Ansaldo         | Barcelona               |
| 1967      | Vessilio Bártoli      | El Nacional             |
| 1968      | Ernesto Guerra        | Deportivo Quito         |
| 1969      | José Gomes Nogueira   | Liga de Quito           |
| 1970      | Otto Vieira           | Barcelona               |
| 1971      | Otto Vieira           | Barcelona               |
| 1972      | Jorge Lazo            | Emelec                  |
| 1973      | Héctor Morales        | El Nacional             |
| 1974      | Leonel Montoya        | Liga de Quito           |
| 1975      | Leonel Montoya        | Liga de Quito           |
| 1976      | Ernesto Guerra        | El Nacional             |
| 1977      | Héctor Morales        | El Nacional             |
| 1978      | Héctor Morales        | El Nacional             |
| 1979      | Eduardo García        | Emelec                  |
| 1980      | Otto Vieira           | Barcelona               |
| 1981      | Héctor Morales        | Barcelona               |
| 1982      | Ernesto Guerra        | El Nacional             |
| 1983      | Roberto Abruzzesse    | El Nacional             |
| 1984      | Roberto Abruzzesse    | El Nacional             |
| 1985      | Luis Santibáñez       | Barcelona               |
| 1986      | Roberto Abruzzesse    | El Nacional             |
| 1987      | Roque Gastón Máspoli  | Barcelona               |
| 1988      | Juan Ramón Silva      | Emelec                  |
| 1989      | Miguel Ángel Brindisi | Barcelona               |
| 1990      | Polo Carrera          | Liga de Quito           |
| 1991      | Jorge Habbegger       | Barcelona               |
| 1992      | Ernesto Guerra        | El Nacional             |
| 1993      | Salvador Capitano     | Emelec                  |
| 1994      | Carlos Torres Garcés  | Emelec                  |
| 1995      | Salvador Capitano     | Barcelona               |
| 1996      | Paulo Massa           | El Nacional             |
| 1997      | Rubén Darío Insúa     | Barcelona               |
| 1998      | Paulo Massa           | Liga de Quito           |
| 1999      | Manuel Pellegrini     | Liga de Quito           |
| 2000      | Julio Asad            | Olmedo                  |
| 2001      | Carlos Sevilla        | Emelec                  |
| 2002      | Rodolfo Motta         | Emelec                  |
| 2003      | Jorge Fossati         | Liga de Quito           |
| 2004      | Julio Asad            | Deportivo Cuenca        |
| 2005-A    | Juan Carlos Oblitas   | Liga de Quito           |
| 2005-C    | Ever Hugo Almeida     | El Nacional             |
| 2006      | Ever Hugo Almeida     | El Nacional             |
| 2007      | Edgardo Bauza         | Liga de Quito           |
| 2008      | Carlos Sevilla        | Deportivo Quito         |
| 2009      | Rubén Darío Insúa     | Deportivo Quito         |
| 2010      | Edgardo Bauza         | Liga de Quito           |
| 2011      | Carlos Ischia         | Deportivo Quito         |
| 2012      | Gustavo Costas        | Barcelona               |
| 2013      | Gustavo Quinteros     | Emelec                  |
| 2014      | Gustavo Quinteros     | Emelec                  |
| 2015      | Omar De Felippe       | Emelec                  |
| 2016      | Guillermo Almada      | Barcelona               |
| 2017      | Alfredo Arias         | Emelec                  |
| 2018      | Pablo Repetto         | Liga de Quito           |
| 2019      | Fabián Bustos         | Delfín                  |
| 2020      | Fabián Bustos         | Barcelona               |
| 2021      | Renato Paiva          | Independiente del Valle |
| 2022      | César Farías          | Aucas                   |
| 2023      | Luis Zubeldía         | Liga de Quito           |
| 2024      | Pablo Sánchez         | Liga de Quito           |

## Estadísticas por equipo
| Palmarés Campeonato Ecuatoriano de Fútbol | Palmarés Campeonato Ecuatoriano de Fútbol | Palmarés Campeonato Ecuatoriano de Fútbol | Palmarés Campeonato Ecuatoriano de Fútbol | Palmarés Campeonato Ecuatoriano de Fútbol | Palmarés Campeonato Ecuatoriano de Fútbol                                                       | Palmarés Campeonato Ecuatoriano de Fútbol                                                 | Palmarés Campeonato Ecuatoriano de Fútbol |
| Equipo                                    | 1.º                                       | 2.º                                       | 3.º                                       | 4.º                                       | Temporadas campeón                                                                              | Temporadas subcampeón                                                                     |                                           |
| ----------------------------------------- | ----------------------------------------- | ----------------------------------------- | ----------------------------------------- | ----------------------------------------- | ----------------------------------------------------------------------------------------------- | ----------------------------------------------------------------------------------------- | ----------------------------------------- |
| Barcelona                                 | 16                                        | 13                                        | 10                                        | 11                                        | 1960, 1963, 1966, 1970, 1971, 1980, 1981, 1985, 1987, 1989, 1991, 1995, 1997, 2012, 2016, 2020. | 1957, 1962, 1968, 1982, 1986, 1990, 1992, 1993, 2002, 2003, 2005-A, 2014, 2022.           |                                           |
| Emelec                                    | 14                                        | 15                                        | 11                                        | 2                                         | 1957, 1961, 1965, 1972, 1979, 1988, 1993, 1994, 2001, 2002, 2013, 2014, 2015, 2017.             | 1960, 1963, 1966, 1967, 1970, 1989, 1996, 1998, 2006, 2010, 2011, 2012, 2016, 2018, 2021. |                                           |
| El Nacional                               | 13                                        | 7                                         | 9                                         | 6                                         | 1967, 1973, 1976, 1977, 1978, 1982, 1983, 1984, 1986, 1992, 1996, 2005-C, 2006.                 | 1964, 1972, 1974, 1994, 1999, 2000, 2001.                                                 |                                           |
| Liga de Quito                             | 13                                        | 6                                         | 7                                         | 10                                        | 1969, 1974, 1975, 1990, 1998, 1999, 2003, 2005-A, 2007, 2010, 2018, 2023, 2024.                 | 1977, 1981, 2008, 2015, 2019, 2020.                                                       |                                           |
| Deportivo Quito                           | 5                                         | 3                                         | 5                                         | 7                                         | 1964, 1968, 2008, 2009, 2011.                                                                   | 1985, 1988, 1997.                                                                         |                                           |
| Deportivo Cuenca                          | 1                                         | 5                                         | 2                                         | 2                                         | 2004.                                                                                           | 1975, 1976, 2005-C, 2007, 2009.                                                           |                                           |
| Independiente del Valle                   | 1                                         | 3                                         | 4                                         | 2                                         | 2021.                                                                                           | 2013, 2023.                                                                               |                                           |
| Olmedo                                    | 1                                         | 1                                         | 2                                         | 1                                         | 2000.                                                                                           | 2004.                                                                                     |                                           |
| Delfín                                    | 1                                         | 1                                         |                                           | 1                                         | 2019.                                                                                           | 2017.                                                                                     |                                           |
| Aucas                                     | 1                                         |                                           | 3                                         | 3                                         | 2022.                                                                                           |                                                                                           |                                           |
| Everest                                   | 1                                         |                                           | 1                                         |                                           | 1962.                                                                                           |                                                                                           |                                           |
| 9 de Octubre                              |                                           | 3                                         |                                           | 2                                         |                                                                                                 | 1965, 1983, 1984.                                                                         |                                           |
| Universidad Católica                      |                                           | 2                                         | 4                                         | 6                                         |                                                                                                 | 1973, 1979.                                                                               |                                           |
| América de Quito                          |                                           | 2                                         | 1                                         | 3                                         |                                                                                                 | 1969, 1971.                                                                               |                                           |
| Técnico Universitario                     |                                           | 2                                         | 1                                         | 1                                         |                                                                                                 | 1978, 1980.                                                                               |                                           |
| Patria                                    |                                           | 1                                         | 1                                         | 1                                         |                                                                                                 | 1961.                                                                                     |                                           |
| Filanbanco                                |                                           | 1                                         | 1                                         |                                           |                                                                                                 | 1987.                                                                                     |                                           |
| Valdez                                    |                                           | 1                                         |                                           |                                           |                                                                                                 | 1991.                                                                                     |                                           |
| Espoli                                    |                                           | 1                                         |                                           |                                           |                                                                                                 | 1995.                                                                                     |                                           |
| Politécnico                               |                                           |                                           | 1                                         | 1                                         |                                                                                                 |                                                                                           |                                           |
| Liga de Portoviejo                        |                                           |                                           | 1                                         | 1                                         |                                                                                                 |                                                                                           |                                           |
| Macará                                    |                                           |                                           | 1                                         | 1                                         |                                                                                                 |                                                                                           |                                           |
| Manta Sport                               |                                           |                                           | 1                                         |                                           |                                                                                                 |                                                                                           |                                           |
| Audaz Octubrino                           |                                           |                                           | 1                                         |                                           |                                                                                                 |                                                                                           |                                           |
| Green Cross                               |                                           |                                           |                                           | 2                                         |                                                                                                 |                                                                                           |                                           |
| América de Manta                          |                                           |                                           |                                           | 1                                         |                                                                                                 |                                                                                           |                                           |
| Esmeraldas Petrolero                      |                                           |                                           |                                           | 1                                         |                                                                                                 |                                                                                           |                                           |
| Deportivo Azogues                         |                                           |                                           |                                           | 1                                         |                                                                                                 |                                                                                           |                                           |
| Liga de Loja                              |                                           |                                           |                                           | 1                                         |                                                                                                 |                                                                                           |                                           |

## Estadísticas por provincia
| Palmarés Campeonato Ecuatoriano de Fútbol | Palmarés Campeonato Ecuatoriano de Fútbol | Palmarés Campeonato Ecuatoriano de Fútbol | Palmarés Campeonato Ecuatoriano de Fútbol | Palmarés Campeonato Ecuatoriano de Fútbol                                                     | Palmarés Campeonato Ecuatoriano de Fútbol | Palmarés Campeonato Ecuatoriano de Fútbol                                                                                                  | Palmarés Campeonato Ecuatoriano de Fútbol | Palmarés Campeonato Ecuatoriano de Fútbol | Palmarés Campeonato Ecuatoriano de Fútbol | Palmarés Campeonato Ecuatoriano de Fútbol |
| Provincia                                 | Campeonatos | Subcampeonatos | Títulos                                   | Títulos                                                                                       | Subtítulos                                | Subtítulos | Terceras Posiciones                       | Terceras Posiciones | Cuartas Posiciones                        | Cuartas Posiciones |
| ----------------------------------------- | --- | --- | ----------------------------------------- | --------------------------------------------------------------------------------------------- | ----------------------------------------- | --- | ----------------------------------------- | --- | ----------------------------------------- | --- |
| Pichincha                                 | 1964, 1967, 1968, 1969, 1973, 1974, 1975, 1976, 1977, 1978, 1982, 1983, 1984, 1986, 1990, 1992, 1996, 1998, 1999, 2003, 2005-A, 2005-C, 2006, 2007, 2008, 2009, 2010, 2011, 2018, 2021, 2022, 2023, 2024. | 1964, 1969, 1971, 1972, 1973, 1974, 1977, 1979, 1981, 1985, 1988, 1994, 1995, 1997, 1999, 2000, 2001, 2008, 2013, 2015, 2019, 2020, 2024.                                                                     | 33                                        | El Nacional (13) Liga de Quito (13) Deportivo Quito (5) Independiente del Valle (1) Aucas (1) | 23                                        | El Nacional (7) Liga de Quito (6) Deportivo Quito (3) Independiente del Valle (3) América de Quito (2) Universidad Católica (2) Espoli (1) | 34                                        | El Nacional (9) Liga de Quito (7) Deportivo Quito (5) Independiente del Valle (4) Universidad Católica (4) Aucas (3) América de Quito (1) Politécnico (1) | 38                                        | Liga de Quito (10) Deportivo Quito (7) El Nacional (6) Universidad Católica (6) América de Quito (3) Aucas (3) Independiente del Valle (2) Politécnico (1) |
| Guayas                                    | 1957, 1960, 1961, 1962, 1963, 1965, 1966, 1970, 1971, 1972, 1979, 1980, 1981, 1985, 1987, 1988, 1989, 1991, 1993, 1994, 1995, 1997, 2001, 2002, 2012, 2013, 2014, 2015, 2016, 2017, 2020.                 | 1957, 1960, 1961, 1962, 1963, 1965, 1966, 1967, 1968, 1970, 1982, 1983, 1984, 1986, 1987, 1989, 1990, 1991, 1992, 1993, 1996, 1998, 2002, 2003, 2005-A, 2006, 2010, 2011, 2012, 2014, 2016, 2018, 2021, 2022. | 31                                        | Barcelona (16) Emelec (14) Everest (1)                                                        | 34                                        | Emelec (15) Barcelona (13) 9 de Octubre (3) Patria (1) Filanbanco (1) Valdez (1)                                                           | 24                                        | Emelec (11) Barcelona (10) Everest (1) Patria (1) Filanbanco (1)                                                                                          | 16                                        | Barcelona (11) Emelec (2) 9 de Octubre (2) Patria (1) |
| Azuay                                     | 2004. | 1975, 1976, 2005-C, 2007, 2009. | 1                                         | Deportivo Cuenca (1)                                                                          | 5                                         | Deportivo Cuenca (5) | 2                                         | Deportivo Cuenca (2) | 2                                         | Deportivo Cuenca (2) |
| Chimborazo                                | 2000. | 2004. | 1                                         | Olmedo (1)                                                                                    | 1                                         | Olmedo (1) | 2                                         | Olmedo (2) | 1                                         | Olmedo (1) |
| Manabí                                    | 2019. | 2017. | 1                                         | Delfín (1)                                                                                    | 1                                         | Delfín (1) | 2                                         | Manta Sport (1) Liga de Portoviejo (1) | 5                                         | Green Cross (2) Delfín (1) Liga de Portoviejo (1) América de Manta (1)                                                                                     |
| Tungurahua                                | | 1978, 1980. |                                           |                                                                                               | 2                                         | Técnico Universitario (2) | 2                                         | Técnico Universitario (1) Macará (1) | 2                                         | Técnico Universitario (1) Macará (1) |
| El Oro                                    | | |                                           |                                                                                               |                                           | | 1                                         | Audaz Octubrino (1) |                                           | |
| Cañar                                     | | |                                           |                                                                                               |                                           | |                                           | | 1                                         | Deportivo Azogues (1) |
| Esmeraldas                                | | |                                           |                                                                                               |                                           | |                                           | | 1                                         | Esmeraldas Petrolero (1) |
| Loja                                      | | |                                           |                                                                                               |                                           | |                                           | | 1                                         | Liga de Loja (1) |

## Ascensos y descensos
Antes del establecimiento de la Segunda Categoría ecuatoriana, en 1967 se jugaron un torneo de segunda división ecuatoriana y entre 1983 y 1988 se jugaron un torneo de segunda división ecuatoriana por última vez, que, en dos ocasiones vio a sus campeones ascendidos a la Serie A: Deportivo Quito (Zona Sierra) y Everest (Zona Costa) en 1967. Los primeros clubes descendidos a la Segunda Categoría fueron Patria y Español, en ese mismo año, sobre la base del puntaje negativo de la última temporada.
La Serie B ecuatoriana se estableció en 1971.
- Negrita: Equipos quienes ascendieron a Primera División como campeón de la categoría inferior.
- Cursiva: Equipos quienes ascendieron a Primera División a partir de los juegos de promoción.

| Año          | N.º de equipos participantes | Descendidos a la Segunda División/Segunda Categoría/Serie B                                                                                      | Ascendidos desde la Segunda División/Segunda Categoría/Serie B |
| ------------ | ---------------------------- | --- | --- |
| 1967         | 10                           | Patria (Guayas), Español (Guayas) | Deportivo Quito (Zona Sierra), Aucas (Zona Sierra), Everest (Zona Costa), Estibadores Navales (Zona Costa)                                                                     |
| 1968         | 12                           | Politécnico (Pichincha), Macará (Tungurahua), Estibadores Navales (Expulsado)                                                                    | Patria (Guayas), Norte América (Guayas), Universidad Católica (Pichincha), INECEL (Manabí), América de Ambato (Tungurahua)                                                     |
| 1969         | 14                           | Norte América (Guayas), Manta Sport (Manabí), América de Ambato (Tungurahua), INECEL (Manabí)                                                    | 9 de Octubre (Guayas), Macará (Tungurahua), Liga de Portoviejo (Manabí) |
| 1970         | 13                           | Patria (Guayas), Everest (Guayas), Aucas (Pichincha)                                                                                             | Norte América (Guayas), Juventud Italiana (Manabí), Brasil (Tungurahua), Politécnico (Pichincha)                                                                               |
| 1971         | 14                           | 9 de Octubre, Deportivo Quito, Politécnico, Liga de Portoviejo, Juventud Italiana, Deportivo Cuenca, Norte América (Guayas), Brasil (Tungurahua) | Macará, Olmedo |
| 1972         | 8                            | Universidad Católica, Olmedo, Liga de Quito (Pichincha)                                                                                          | Liga de Portoviejo, Deportivo Quito, Deportivo Cuenca, Universidad Católica, 9 de Octubre, Guayaquil Sport, Atlético Riobamba (Chimborazo)                                     |
| 1973         | 12                           | América de Quito, 9 de Octubre, Guayaquil Sport (Guayas), Atlético Riobamba (Chimborazo)                                                         | Ninguno |
| 1974         | 8                            | Deportivo Quito, Macará | Liga de Quito, América de Quito, Aucas, Deportivo Quito, 9 de Octubre, Carmen Mora                                                                                             |
| 1975         | 12 (E1) / 10 (E2)            | 9 de Octubre, Carmen Mora, Deportivo Quito, Liga de Portoviejo                                                                                   | Audaz Octubrino, 9 de Octubre |
| 1976         | 10                           | América de Quito, 9 de Octubre, Audaz Octubrino, Deportivo Quito                                                                                 | Carmen Mora, Deportivo Quito, Liga de Portoviejo, América de Quito |
| 1977         | 10                           | Aucas, América de Quito, Carmen Mora, Liga de Cuenca                                                                                             | Liga de Cuenca, Manta Sport, Técnico Universitario, Deportivo Quito |
| 1978         | 10                           | Liga de Quito, Manta Sport, Liga de Portoviejo, U. D. Valdez (No se presentó a jugar en la Serie B de 1979)                                      | Bonita Banana, U. D. Valdez, América de Quito, Liga de Quito |
| 1979         | 10                           | El Nacional, Bonita Banana, Aucas, Deportivo Quito                                                                                               | Manta Sport, Aucas, El Nacional, Everest |
| 1980         | 10                           | Manta Sport, Deportivo Cuenca, Emelec, Liga de Cuenca                                                                                            | Deportivo Quito, Liga de Cuenca, Liga de Portoviejo, Deportivo Cuenca |
| 1981         | 10                           | Técnico Universitario, Liga de Portoviejo, Deportivo Cuenca, América de Quito                                                                    | Emelec, 9 de Octubre, Técnico Universitario, Liga de Portoviejo |
| 1982         | 10 (E1) / 12 (E2)            | Ninguno | Deportivo Quevedo, Aucas, Manta Sport, América de Quito |
| 1983         | 14                           | Everest | Filanbanco |
| 1984         | 14                           | Aucas | Esmeraldas Petrolero, Deportivo Cuenca, Audaz Octubrino |
| 1985         | 16                           | Manta Sport | Macará |
| 1986         | 16                           | 9 de Octubre | Aucas, River Plate (Riobamba) (Chimborazo), Deportivo Cotopaxi (Cotopaxi) |
| 1987         | 18                           | Deportivo Cotopaxi | Juventus |
| 1988         | 18                           | Universidad Católica, Esmeraldas Petrolero, Deportivo Quevedo, Juventus, River Plate (Riobamba), América de Quito                                | Ninguno |
| 1989         | 12                           | Audaz Octubrino, Liga de Portoviejo | Delfín, Juventus |
| 1990         | 12                           | Juventus, Aucas | Universidad Católica, Juvenil |
| 1991         | 12                           | Macará, Juvenil | Green Cross, Aucas |
| 1992         | 12                           | Universidad Católica, Liga de Portoviejo | Liga de Portoviejo, Santos |
| 1993         | 12                           | Técnico Universitario, Santos | Espoli, Liga de Portoviejo |
| 1994         | 12                           | Deportivo Cuenca, Valdez | Olmedo, 9 de Octubre |
| 1995         | 12                           | Delfín, 9 de Octubre | Deportivo Cuenca, Técnico Universitario |
| [996         | 12                           | Green Cross, Liga de Portoviejo | Deportivo Quevedo, Calvi |
| 1997         | 12                           | Calvi, Deportivo Quevedo | Panamá, Delfín |
| 1998         | 12                           | Técnico Universitario, Panamá | Macará, Audaz Octubrino |
| 1999         | 12                           | Delfín, Deportivo Cuenca, Audaz Octubrino | Técnico Universitario |
| 2000         | 10                           | Liga de Quito, Técnico Universitario | Liga de Portoviejo, Delfín |
| 2001         | 10                           | Delfín, Liga de Portoviejo | Liga de Quito, Deportivo Cuenca |
| 2002         | 10                           | Olmedo, Macará | Técnico Universitario, Manta |
| 2003         | 10                           | Técnico Universitario, Manta | Olmedo, Macará |
| 2004         | 10                           | Macará, Espoli | Deportivo Quevedo, Liga de Loja |
| 2005         | 10                           | Deportivo Quevedo, Liga de Loja | Espoli, Macará |
| 2006 detalle | 10                           | Espoli, Aucas | Deportivo Azogues, Imbabura |
| 2007 detalle | 10                           | Imbabura | Universidad Católica, Espoli, Técnico Universitario |
| 2008 detalle | 12                           | Universidad Católica, Deportivo Azogues | Manta, Liga de Portoviejo |
| 2009 detalle | 12                           | Liga de Portoviejo, Técnico Universitario | Independiente José Terán, Universidad Católica |
| 2010 detalle | 12                           | Universidad Católica, Macará | Liga de Loja, Imbabura |
| 2011 detalle | 12                           | Imbabura, Espoli | Técnico Universitario, Macará |
| 2012 detalle | 12                           | Técnico Universitario, Olmedo | Universidad Católica, Deportivo Quevedo |
| 2013 detalle | 12                           | Deportivo Quevedo, Macará | Olmedo, Mushuc Runa |
| 2014 detalle | 12                           | Manta, Olmedo | Aucas, River Ecuador |
| 2015 detalle | 12                           | Liga de Loja, Deportivo Quito | Delfín, Fuerza Amarilla |
| 2016 detalle | 12                           | Aucas, Mushuc Runa | Macará, Clan Juvenil |
| 2017 detalle | 12                           | Clan Juvenil, Fuerza Amarilla | Técnico Universitario, Aucas |
| 2018 detalle | 12                           | El Nacional, Guayaquil City (Reincorporados para la Serie A 2019)                                                                                | Mushuc Runa, América de Quito, Fuerza Amarilla, Olmedo (Fuerza Amarilla y Olmedo no ascendieron pero serán tomados en cuenta para completar los 16 equipos de la Serie A 2019) |
| 2019 detalle | 16                           | América de Quito, Fuerza Amarilla | Orense, Liga de Portoviejo |
| 2020 detalle | 16                           | Liga de Portoviejo, El Nacional | 9 de Octubre, Manta |
| 2021 detalle | 16                           | Manta, Olmedo | Cumbayá, Gualaceo |
| 2022 detalle | 16                           | Macará, 9 de Octubre | El Nacional, Libertad |
| 2023 detalle | 16                           | Gualaceo, Guayaquil City | Macará, Imbabura |
| 2024 detalle | 16                           | Imbabura, Cumbayá | Cuniburo, Manta |
| 2025 detalle | 16                           | Por definir, Por definir | Por definir, Por definir |

### Campeón y subcampeón repetidos entre equipos
Barcelona vs. Emelec (11)
Barcelona: 7 campeonatos 
Emelec: 4 campeonatos
El Nacional vs. Emelec (6)
El Nacional: 3 campeonatos
Emelec: 3 campeonatos
Barcelona vs. Liga de Quito (4)
Barcelona: 1 campeonato
Liga de Quito: 3 campeonatos
Barcelona vs. El Nacional (4)
Barcelona: 0 campeonatos
El Nacional: 4 campeonatos
Liga de Quito vs. Emelec (4)
Liga de Quito: 3 campeonatos
Emelec: 1 campeonato
Barcelona vs. Deportivo Quito (3)
Barcelona: 2 campeonatos
Deportivo Quito: 1 campeonato
El Nacional vs. Liga de Quito (3)
El Nacional: 1 campeonato
Liga de Quito: 2 campeonatos
El Nacional vs. Deportivo Cuenca (2)
El Nacional: 2 campeonatos
Deportivo Cuenca: 0 campeonatos
El Nacional vs. 9 de Octubre (2)
El Nacional: 2 campeonatos
9 de Octubre: 0 campeonatos
Liga de Quito vs. Deportivo Cuenca (2)
Liga de Quito: 2 campeonatos
Deportivo Cuenca: 0 campeonatos
Liga de Quito vs. Independiente del Valle (2)
Liga de Quito: 2 campeonatos
Independiente del Valle: 0 campeonatos
Emelec vs. Deportivo Quito (2)
Emelec: 1 campeonato
Deportivo Quito: 1 campeonato
Campeonatos consecutivos
- El Nacional: 2 Tricampeonatos (1976-1977-1978 y 1982-1983-1984)

- Emelec: 1 Tricampeonato (2013-2014-2015)

- Liga de Quito: 3 Bicampeonatos (1974-1975, 1998-1999 y 2023-2024)

- Barcelona: 2 Bicampeonatos (1970-1971 y 1980-1981)

- Emelec: 2 Bicampeonatos (1993-1994, 2001 y 2002)

- El Nacional: 1 Bicampeonato (2005 C-2006)

- Deportivo Quito: 1 Bicampeonato (2008-2009)

Subcampeonatos consecutivos
- Emelec: 1 Tri-subcampeonato (2010-2011-2012) y 1 Bi-subcampeonato (1966-1967)

- El Nacional: 1 Tri-subcampeonato (1999-2000-2001)

- Barcelona: 2 Bi-subcampeonatos (1992-1993 y 2002-2003)

- Deportivo Cuenca: 1 Bi-subcampeonato (1975-1976)

- 9 de Octubre: 1 Bi-subcampeonato (1983-1984)

- Independiente del Valle: 1 Bi-subcampeonato (2023-2024)

### Mayor cantidad de ascensos y descensos
Desde 1967, los equipos que más han ascendido y descendido entre las dos principales divisiones del fútbol ecuatoriano son:
- Liga de Portoviejo (20)
  - Ascensos (10): 1969, 1972, 1976, 1980, 1981, 1992, 1993, 2000, 2008, 2019
  - Descensos (10): 1971, 1975, 1978, 1981, 1989, 1992, 1996, 2001, 2009, 2020

- Macará (17)
  - Ascensos (9): 1969, 1971, 1985, 1998, 2003, 2005, 2011, 2016, 2023
  - Descensos (8): 1968, 1974, 1991, 2002, 2004, 2010, 2013, 2022

- Aucas (15)
  - Ascensos (8): 1967, 1974, 1979, 1982, 1986, 1991, 2014, 2017
  - Descensos (7): 1970, 1977, 1979, 1984, 1990, 2006, 2016

- Técnico Universitario (15)
  - Ascensos (8): 1977, 1981, 1995, 1999, 2002, 2007, 2011, 2017
  - Descensos (7): 1981, 1993, 1998, 2000, 2003, 2009, 2012

- 9 de Octubre (14)
  - Ascensos (7): 1969, 1972, 1974, 1975, 1981, 1994, 2020
  - Descensos (7): 1971, 1973, 1975, 1976, 1986, 1995, 2022

- Deportivo Quito (12)
  - Ascensos (6): 1967, 1972, 1974, 1976, 1977, 1980
  - Descensos (6): 1971, 1974, 1975, 1976, 1979, 2015

- Universidad Católica (11)
  - Ascensos (6): 1968, 1972, 1990, 2007, 2009, 2012
  - Descensos (5): 1972, 1988, 1992, 2008, 2010

- América de Quito (11)
  - Ascensos (5): 1974, 1976, 1978, 1982, 2018
  - Descensos (6): 1973, 1976, 1977, 1981, 1988, 2019

- Deportivo Cuenca (10)
  - Ascensos (5): 1972, 1980, 1984, 1995, 2001
  - Descensos (5): 1971, 1980, 1981, 1994, 1999

- Olmedo (10)
  - Ascensos (5): 1971, 1994, 2003, 2013, 2018
  - Descensos (5): 1972, 2002, 2012, 2014, 2021

- Deportivo Quevedo (8)
  - Ascensos (4): 1982, 1996, 2004, 2012
  - Descensos (4): 1988, 1997, 2005, 2013

- Delfín (7)
  - Ascensos (4): 1989, 1997, 2000, 2015
  - Descensos (3): 1995, 1999, 2001

- Manta (7)
  - Ascensos (3): 2002, 2008, 2020, 2024
  - Descensos (3): 2003, 2014, 2021

- Manta Sport (7)
  - Ascensos (3): 1977, 1979, 1982
  - Descensos (4): 1969, 1978, 1980, 1985

- Audaz Octubrino (6)
  - Ascensos (3): 1975, 1984, 1998
  - Descensos (3): 1976, 1989, 1999

- Espoli (6)
  - Ascensos (3): 1993, 2005, 2007
  - Descensos (3): 2004, 2006, 2011

- Imbabura (6)
  - Ascensos (3): 2006, 2010, 2023
  - Descensos (3): 2007, 2011, 2024

- Liga de Quito (6)
  - Ascensos (3): 1974, 1978, 2001
  - Descensos (3): 1972, 1978, 2000

- Carmen Mora (4)
  - Ascensos (2): 1974, 1976
  - Descensos (2): 1975, 1977

- El Nacional (4)
  - Ascensos (2): 1979, 2022
  - Descensos (2): 1979, 2020

- Everest (4)
  - Ascensos (2): 1967, 1979
  - Descensos (2): 1970, 1983

- Fuerza Amarilla (4)
  - Ascensos (2): 2015, 2018
  - Descensos (2): 2017, 2019

- Juventus (4)
  - Ascensos (2): 1987, 1989
  - Descensos (2): 1988, 1990

- Liga de Cuenca (4)
  - Ascensos (2): 1977, 1980
  - Descensos (2): 1977, 1980

- Liga de Loja (4)
  - Ascensos (2): 2004, 2010
  - Descensos (2): 2005, 2015

- Norte América (4)
  - Ascensos (2): 1968, 1970
  - Descensos (2): 1969, 1971

- Mushuc Runa (3)
  - Ascensos (2): 2013, 2018
  - Descensos (1): 2016

- Patria (3)
  - Ascensos (1): 1968
  - Descensos (2): 1967, 1970

- Politécnico (3)
  - Ascensos (1): 1970
  - Descensos (2): 1968, 1971

- América de Ambato (2)
  - Ascensos (1): 1968
  - Descensos (1): 1969

- Atlético Riobamba (2)
  - Ascensos (1): 1972
  - Descensos (1): 1973

- Bonita Banana (2)
  - Ascensos (1): 1978
  - Descensos (1): 1979

- Brasil (2)
  - Ascensos (1): 1970
  - Descensos (1): 1971

- Calvi (2)
  - Ascensos (1): 1996
  - Descensos (1): 1997

- Clan Juvenil (2)
  - Ascensos (1): 2016
  - Descensos (1): 2017

- Cumbayá (2)
  - Ascensos (1): 2021
  - Descensos (1): 2024

- Deportivo Azogues (2)
  - Ascensos (1): 2006
  - Descensos (1): 2008

- Deportivo Cotopaxi (2)
  - Ascensos (1): 1986
  - Descensos (1): 1987

- Emelec (2)
  - Ascensos (1): 1981
  - Descensos (1): 1980

- Esmeraldas Petrolero (2)
  - Ascensos (1): 1984
  - Descensos (1): 1988

- Estibadores Navales (2)
  - Ascensos (1): 1967
  - Descensos (1): 1968

- Gualaceo (2)
  - Ascensos (1): 2021
  - Descensos (1): 2023

- Guayaquil Sport (2)
  - Ascensos (1): 1972
  - Descensos (1): 1973

- Green Cross (2)
  - Ascensos (1): 1991
  - Descensos (1): 1996

- INECEL (2)
  - Ascensos (1): 1968
  - Descensos (1): 1969

- Juvenil (2)
  - Ascensos (1): 1990
  - Descensos (1): 1991

- Juventud Italiana (2)
  - Ascensos (1): 1970
  - Descensos (1): 1971

- Panamá (2)
  - Ascensos (1): 1997
  - Descensos (1): 1998

- River Plate de Riobamba (2)
  - Ascensos (1): 1986
  - Descensos (1): 1988

- Santos (2)
  - Ascensos (1): 1992
  - Descensos (1): 1993

- U. D. Valdez (2)
  - Ascensos (1): 1978
  - Descensos (1): 1978
- Filanbanco (1)
  - Ascensos (1): 1983

- Independiente José Terán (1)
  - Ascensos (1): 2009

- River Ecuador (1)
  - Ascensos (1): 2014

- Orense (1)
  - Ascensos (1): 2019

- Libertad (1)
  - Ascensos (1): 2022

- Cuniburo (1)
  - Ascensos (1): 2024

- Español (1)
  - Descensos (1): 1967

- Valdez (1)
  - Descensos (1): 1994

- Guayaquil City (1)
  - Descensos (1): 2023

### Doble Ascenso
- Liga de Quito es el único equipo que ha ascendido de Segunda Categoría de Pichincha a Serie B en 1 año y 6 meses, hecho ocurrido entre 1973 y 1974.

### Campeones ascendidos y descendidos
Cinco casos excepcionales los constituyen:
- Deportivo Quito (campeón de la Segunda Categoría en 1967, campeón de la Serie A en 1968)
- Liga de Quito (campeón de la Serie B en 1974, campeón de la Serie A en ese mismo año, descendidos a la Serie B en 1978, vicecampeón de la Serie B en ese mismo año)
- El Nacional (campeón de la Serie A en 1978, descendidos a la Serie B en 1979, campeón de la Serie B en ese mismo año)
- Emelec (campeón de la Serie A en 1979, descendidos a la Serie B en 1980, campeón de la Serie B en 1981)
- Liga de Quito (campeón de la Serie A en 1999, descendidos a la Serie B en 2000, campeón de la Serie B en 2001)

Son los únicos equipos que, siendo campeones de la Serie A, jugaron en la división anterior al año inmediatamente anterior o siguiente a dicho título y un subtítulo.

### Nunca ha descendido
Sólo un club de la actual Serie A (véase Participantes de la Serie A de Ecuador) no ha descendido nunca a la división anterior:
- Barcelona: desde 1957

Otros clubes que jamás descendieron desde su ascenso hasta el momento son: 
Independiente del Valle desde 2010, Orense Sporting Club desde 2020, Libertad Fútbol Club desde 2023, y Vinotinto del Ecuador Fútbol Club desde 2025, no han retornado a la Serie B.

## Enlaces
- Base de datos de RSSSF
- Federación Ecuatoriana de Fútbol

- Datos: Q5900537